# Здравоохранение в Таджикистане

## Предыстория
До 1917 года здравоохранения в Таджикистане не существовало как государственной системы. После присоединения Средней Азии к России царское правительство выделяло на медицинские услуги 14 копеек на душу населения в год. Бухарский эмират вовсе не тратил деньги на нужды здравоохранения. Тяжелые условия жизни, бедность, неграмотность, предрассудки, плохая санитария, загрязнение и заражение окружающей среды — воды, воздуха, почвы и продуктов питания — привели к распространению многих инфекционных заболеваний — туберкулёза, малярии, холеры, чумы, брюшного тифа, кори, эпидемического паротита, краснухи, дифтерии, столбняка, коридиареи, паралича и т.п. В 1913 году на территории современного Таджикистана действовала всего лишь одна больница на 40 коек.

## Состояние здравоохранения в советское время
В первые годы советской власти медперсонал направляли в Таджикистан из других республик, в основном из Российской СФСР и Украинской ССР. В 1924 году был создан Наркомат здравоохранения Таджикской АССР. В 30-х годах XX века медицинские училища были созданы сначала в Худжанде, затем в Сталинабаде, где в 1939 году был открыт Таджикский медицинский институт.

## Здравоохранение в Республике Таджикистан
Текущая ситуация в системе здравоохранения страны после приобретения суверенитета Республики Таджикистан должна была приступить к реформированию системы здравоохранения. Реформу здравоохранения можно разделить на четыре этапа. Первый этап охватывает 1993—1997 годы и является одним из самых сложных, поскольку чрезвычайная государственная помощь в приобретении лекарств, вакцин и другой упаковки сыграла важную роль в решении многих насущных проблем со здоровьем. Второй этап реформ сектора — 1997—1999 годы, во время которого реформы сектора продолжались в относительно спокойной обстановке. На данном этапе Министерство многое сделало для разработки видения дальнейшего развития сектора и его правовых норм в соответствии с рыночной экономикой. Впервые в стране были разработаны и утверждены Закон Республики Таджикистан «Об общественном здравоохранении», «Стратегия Республики Таджикистан в области общественного здравоохранения до 2005 года», «Отраслевая программа реформирования здравоохранения на 1997—2001 годы». Третий этап отраслевой реформы охватывает 1999—2006 годы. В эти годы были запущены первые инвестиционные проекты при поддержке Всемирной организации здравоохранения и Всемирного банка. Из-за отсутствия средств, выделяемых из государственного бюджета на здравоохранение, возникает необходимость в привлечении средств финансовых организаций и международных доноров. В этот период в рамках реформирования сектора была разработана и утверждена Постановлением Правительства Республики Таджикистан «Стратегия финансирования здравоохранения Республики Таджикистан на 2005—2015 годы». Программа реформирования социального сектора, которая была реализована в стране в 1999—2014 годах, внесла значительный вклад в продвижение и реализацию реформ в секторе за этот период. В рамках реализации Программы реформирования здравоохранения в некоторых районах страны завершены строительные и восстановительные работы. В течение этого периода Центр управления АБР по программе реформы здравоохранения, Координационный центр АБР по реформе здравоохранения и поддержке семейной медицины (китайская программа), Программа Здрав Плюс, Фонд Ага Хана, ВОЗ, Глобальный фонд, Детский фонд Организации Объединённых Наций (ЮНИСЕФ), NORE (Программа USAID по борьбе с туберкулезом), Немецкий банк развития, CARE INTERNATIONAL, Посольство Японии CARITAS. В результате реализации данной программы за рубежом обучено более 100 специалистов, построено 36 медицинских учреждений, оборудовано 320 лечебно-профилактических учреждений в 41 городе и районе Хатлонской и Согдийской областей, имеется 88 санитарных автомобилей. был доставлен. Четвёртый этап реформы здравоохранения начался в 2006 году и продолжается. Основная миссия этого этапа — улучшение управления и финансирования сектора, развитие семейной медицины, укрепление материально-технической базы медицинских учреждений, усиление информационной системы сектора и так далее. В целях улучшения здоровья населения при поддержке Правительства Республики Таджикистан был принят ряд важных нормативных актов. В последние годы медицинские службы страны сосредоточили свое внимание на реконструкции диагностических и лечебных учреждений, укреплении инфраструктуры учреждений, обеспечении доступа к организационным услугам, лечению и профилактике, а также внедрении современных методов диагностики и лечения. В результате снизилась заболеваемость некоторыми заболеваниями, включая брюшной тиф, оспу, коклюш, корь и вирусный гепатит. Одним из важных направлений борьбы с гонореей в стране является борьба с туберкулезом. Национальная программа защиты от туберкулеза в Республике Таджикистан на 2010—2015 годы является продолжением Национальной программы защиты от туберкулеза в Республике Таджикистан на 2013—2010 годы и направлена на создание всех условий для улучшения противотуберкулезных услуг населению.
В рамках данной программы улучшен доступ населения к противотуберкулезным препаратам, развиты диагностические услуги, хорошо оборудованы бактериоскопические лаборатории, отремонтирована и оснащена современным медицинским оборудованием Республиканская клиническая туберкулезная больница. Затем был принят Закон Республики Таджикистан «О медико-социальной защите граждан, страдающих сахарным диабетом», и утверждена Программа борьбы с диабетом в Республике Таджикистан. Кроме того, были приняты и реализованы 3 национальные программы по борьбе с вирусом иммунодефицита человека и синдромом приобретенного иммунодефицита. В целях улучшения ситуации со злокачественными новообразованиями в стране, снижения заболеваемости и смертности от этого заболевания, неотложной помощи и помощи, доступа ко всем видам лечения, обучения специалистов в области Национальной программы профилактики, диагностики и лечения рака в Таджикистане на годы Утвержден в 2010—2015 гг. В последние годы в учреждениях В. Были внедрены новые методы лечения тяжелых врожденных пороков сердца. Также впервые в стране заменили почечные, бедренные и коленные суставы на искусственные с помощью стволовых клеток, лечения сердечно-сосудистых заболеваний, новых методов лечения рака глаз, челюсти, лица и рака груди. Впервые в стране заболевания печени и поджелудочной железы лечили без операции специальной иглой под контролем УЗИ. С целью трансплантации органов и тканей на базе лаборатории Республиканского научного центра крови проведено типирование антагенов эритроцитов и иммунологическая типизация тканей (HLA-антигены). Учитывая развитие богатого опыта родовой медицины, был создан «Республиканский центр традиционной медицины». Защита здоровья матери и ребёнка — важная миссия W.C. В связи с этим был принят ряд конкретных законов для снижения заболеваемости и смертности матерей в горных районах и других районах, где наблюдается нехватка специалистов, для отправки «Каравана здоровья» и организации марафона — национального соревнования. «Здоровый ребёнок». — здоровая нация «- результат этой инициативы. Именно совершенствование медицинских и фармацевтических услуг во многом зависит от уровня и качества профессиональной подготовки медицинского и фармацевтического персонала. Принят ряд нормативных актов по подготовке медицинских кадров, в том числе Концепция реформы медицинского и фармацевтического образования в Республике Таджикистан, Программа развития Таджикского государственного медицинского университета им. Абу Али ибн Сино на 2006—2015 годы, Медицинский Программа обучения на 2010—2020 гг. В последние годы, наряду с импортом лекарств, развивается и другое направление фармацевтической промышленности — производство отечественных лекарств; В стране создано ГУП „Таджикфарминдустрия“, которое производит в стране лекарства. В настоящее время в стране действуют отечественные фармацевтические компании — Памирский лекарственный завод, общества с ограниченной ответственностью „Медицина для тебя“, „Шабнам ШАР“, „Хаким“, „Саха“, „Авиценна“, „Фармико“, ОАО „Фароз“, ЗАО» Аввалин "оплатило производство лекарственных средств.